# Catedral (Valencia)
Pour les articles homonymes, voir Catedral.
Catedral est l'une des neuf paroisses civiles de la municipalité de Valencia dans l'État de Carabobo au Venezuela. Sa capitale est Valencia, chef-lieu de la municipalité et capitale de l'État, dont elle constitue l'une des huit divisions territoriales.

## Étymologie
La paroisse civile de Catedral, « cathédrale » en français, porte le nom de la cathédrale de Valencia.

## Géographie

### Description
Catedral constitue de facto l'un des quartiers de la ville de Valencia qui est sa capitale, et notamment les quartiers au centre et centre-est. Elle est limitée respectivement :
- au nord par la paroisse civile de San José dont la limite est-ouest est la calle 107 Navas Espinola ;
- à l'ouest par la paroisse civile d'El Socorro dont la limite nord-sud est l'axe historique et majeur autour duquel s'articule la ville, axe constitué dans cette portion de l'avenue Bolívar et de l'avenue 100 Constitución ;
- au sud par la paroisse civile de Santa Rosa dont la limite est-ouest est la calle 98 Comercio ;
- à l'est par la paroisse civile de San Blas dont la limite suit le cours du río Cabriales.

## Transports
La paroisse civile est desservie par la station Cedeño de la ligne 1 du métro de Valencia située avenue Bolívar.

## Lieux d'intérêt
Catedral constitue l'est du centre et s'articule autour de la cathédrale de Valencia sur place Bolívar où se trouve également l'archevêché de Valencia. La paroisse civile abrite deux musées importants, le musée Alexis-Mujica et la Casa Páez.

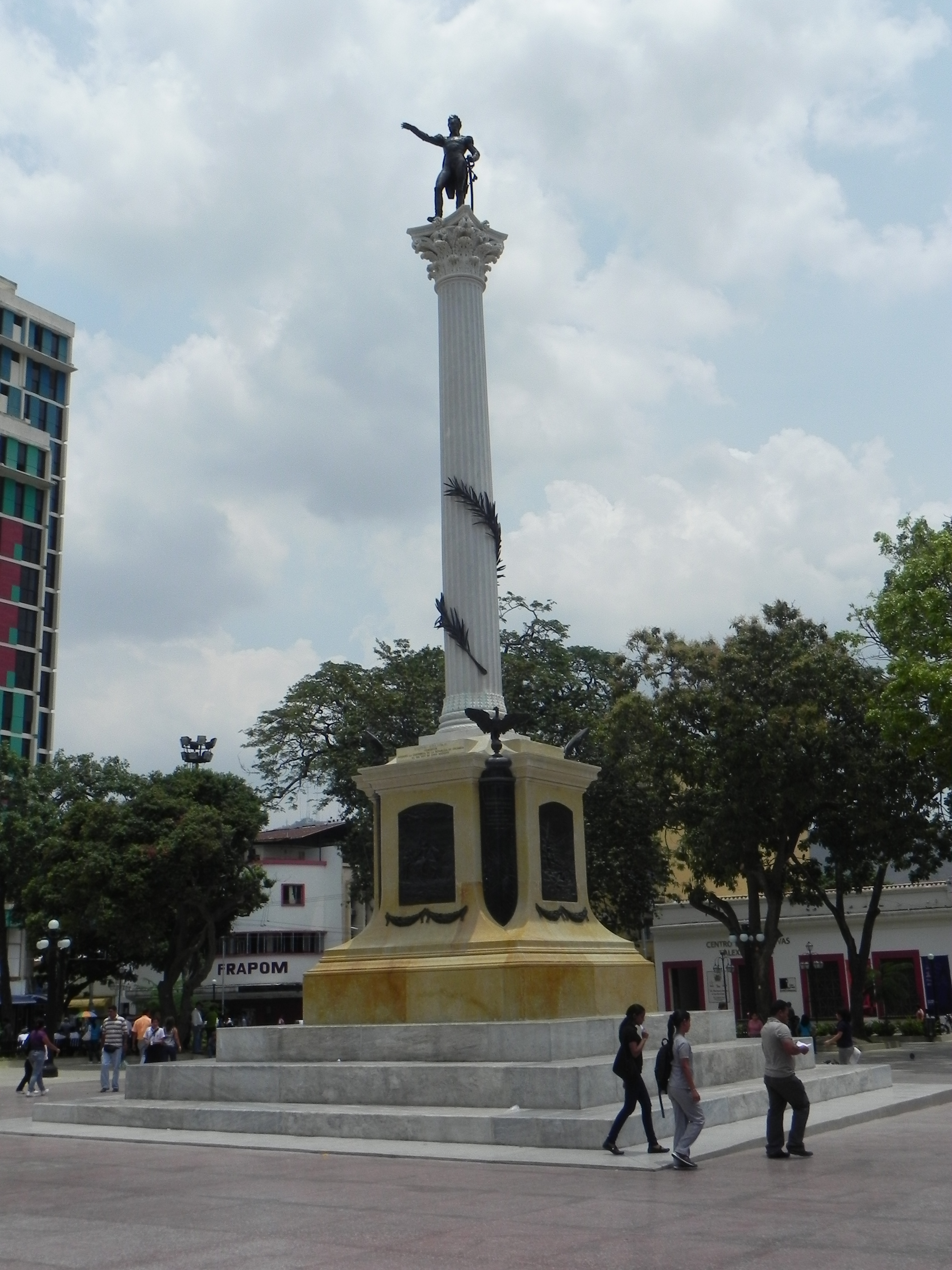
Le Monolito sur la place Bolívar.
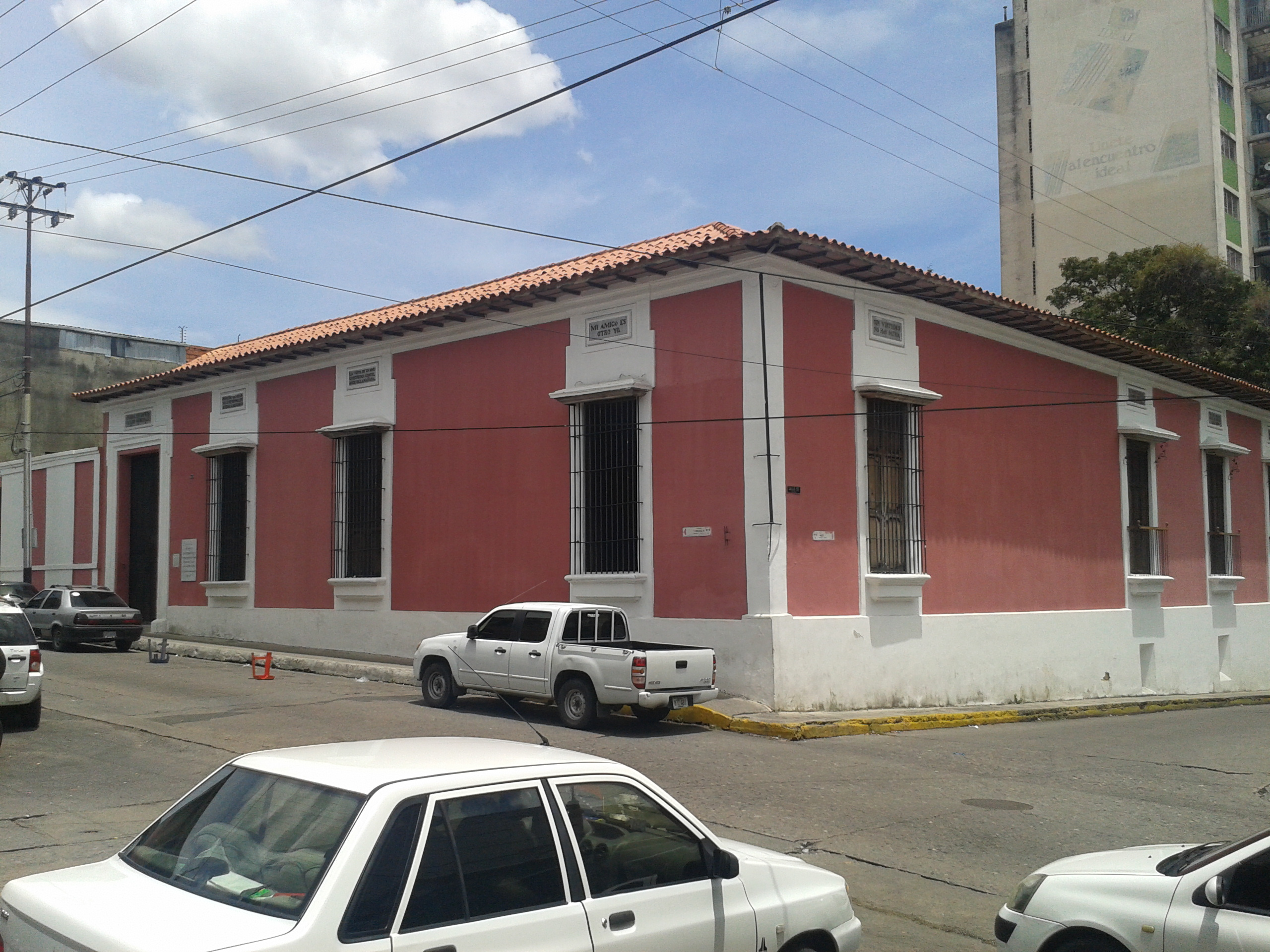
La Casa Páez.
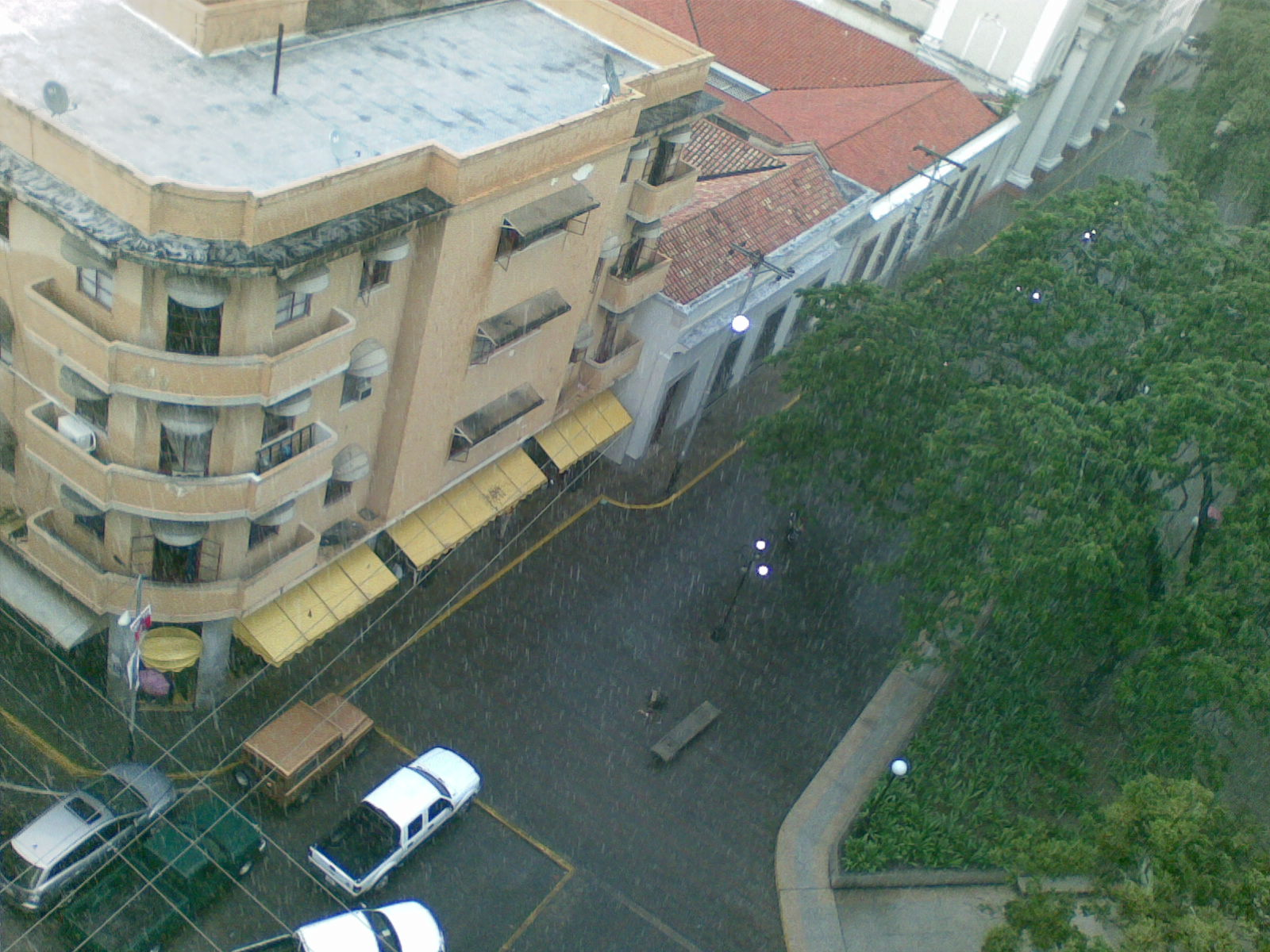
Vue de la tour Victoria sur l'alignement d'un immeuble d'habitation, du musée musée Alexis-Mujica, de l'archevêché et de la cathédrale.